# Бардаш В'ячеслав Миколайович
В'ячеслав Миколайович Бардаш (14 березня 1927, місто Лозова, тепер Лозівського району Харківської області — ?) — молдавський радянський діяч, міністр плодоовочевого господарства Молдавської РСР. Кандидат у члени ЦК КП Молдавії в 1963—1966 та в 1981—1986 роках. Член ЦК КП Молдавії в 1966—1971 роках. Депутат Верховної Ради Молдавської РСР 6—7-го та 10-го скликань.

## Біографія
Народився в селянській родині.
У 1951 році закінчив Одеський сільськогосподарський інститут.
У 1951 році — головний агроном відділу бавовництва виконавчого комітету Тузлівської районної ради депутатів трудящих Ізмаїльської області.
У 1951—1955 роках — головний агроном Темелеуцької машинно-тракторної станції (МТС) Флорештського району Молдавської РСР.
У 1955—1958 роках — головний агроном Бричанської машинно-тракторної станції (МТС) Липканського району Молдавської РСР.
У 1958—1959 роках — начальник Липканської районної інспекції із сільського господарства — заступник голови виконавчого комітету Липканської районної ради депутатів трудящих Молдавської РСР.
Член КПРС з 1960 року.
З 1960 до 1961 року працював начальником інспекції землеробства і насінництва Міністерства сільського господарства Молдавської РСР.
У 1961 році — начальник відділу сільського господарства і заготівель Ради народного господарства Молдавської РСР.
У 1961—1962 роках — голова виконавчого комітету Вулканештської районної ради депутатів трудящих Молдавської РСР.
У 1962—1965 роках — начальник Вулканештського виробничого колгоспно-радгоспного управління сільського господарства Молдавської РСР.
У 1965—1967 роках — 1-й секретар Вулканештського районного комітету КП Молдавії.
У 1967—1971 роках — заступник міністра сільського господарства Молдавської РСР.
У 1971—1972 роках — генеральний директор республіканського об'єднання тютюнової промисловості «Молдтютюнпром».
У 1972—1976 роках — заступник голови, в 1976—1981 роках — 1-й заступник голови Державного планового комітету Молдавської РСР.
15 травня 1981 — 29 серпня 1984 року — міністр плодоовочевого господарства Молдавської РСР.
Подальша доля невідома.

## Нагороди
- орден Леніна
- два ордени Трудового Червоного Прапора
- орден «Знак Пошани»
- медалі
- Заслужений економіст Молдавської РСР (1981)